# Tell al-Rimah
Tell al-Rimah (ook: Tell Rimah, Tell ar-Rimah, Qattara) is een archeologische vindplaats in het noorden van Irak

## Opgravingen
Van 1964 tot 1971 werkte David Oates van Cambridge University aan Tell al-Rimah. Hij ontdekte er een plaatselijk paleis en een archief van de 18e eeuw v.Chr. Rond 1800 bouwde Sjamsji-adad I er een tempel, die veelvuldig renenoveerd, dienst deed gedurende het 2e millennium en in de Neo-Assyrische tijd vervangen werd door een nieuw heiligdom.

## Oud-Babylonische vondsten
Er is uit deze tijd een indrukwekkende tempel en een paleis gevonden.
Er werden 20 tabletten uit deze tijd gevonden in Kamer II en nog twee in Kamer XVII van de hoofdtempel.
In Kamer II zijn brieven gevonden van een vrouw die Iltani heette. Zij was de echtgenote van Akba-hamu en de dochter van Samu-addu. Akba-hamu is bekend uit een brief uit Mari in verbinding met koning Askur-Addu van Karanā onder Zimri-Lim.

## Neo-Assyrische vondsten
In tablet TR 4001 dat slecht bewaard is maar uit neo-Assyrische tijd stamt is sprake van de stad Za-ma-hi. Deze stad wordt ook genoemd op de stele van Adad-nirari III die in hetzelfde jaar in een kleine Laat-Assyrische kapel aan de noordzijde van de heuvel van de hoofdtempel gevonden is. Za-ma-hi is daarmee waarschijnlijk de naam van de stad in deze periode.
Er is een belangrijke stele van Adad-nirari III aangetroffen met daarop de namen van niet minder dan 331 in de provincie van Raṣappa gestichte nederzettingen. Dit heeft het denken over de geografie van de gebieden noord en west van Assur sterk beïnvloed.